# クイズ!おみごと日本
『クイズ!おみごと日本』（クイズ おみごとにっぽん）は、1992年4月10日から同年9月18日までTBS系列局で放送されていたクイズ番組である。中部日本放送 (CBC) とイーストの共同製作。放送時間は毎週金曜 19:00 - 19:30（日本標準時）、19:28から『日本列島あしたのお天気』を放送していたTBSでは19:28までの放送。

## 概要
同じくCBCとイーストが共同製作していた日曜22:00枠の『すばらしき仲間II』が終了するのを受け、それまでCBC製作枠だった日曜22:00枠と毎日放送製作枠だった金曜19:00枠を交換する形で本番組がスタートした。『すばらしき仲間』は本田技研工業（以下ホンダ）の一社提供で放送されていたが、ホンダは替わって土曜23:30枠のTBS製作番組『HEARTに聞け』のスポンサーに付いたため、本番組はP&Gなど複数社による提供で放送されることになった。
内容は、一般からの参加者とゲストタレントが笑福亭鶴瓶のチームと関根勤のチームに分かれ、日本の製造技術や製造機械、職人たちの「モノづくり」などをテーマにしたクイズに挑戦するというものだった。解答方式は招き猫をモチーフにしたセットを使っての早押し式で、解答者が招き猫の右手のような挙手をすることでセンサーが反応して解答できる仕組みになっていた。番組は、海外旅行を視聴者プレゼントクイズの応募特典にしていた。

## 出演者

### 司会
- 草野仁

### チームキャプテン
- 笑福亭鶴瓶
- 関根勤

### 解答者
- 一般からの参加者（鶴瓶チーム）
- 熊谷真実（関根チーム）
- 山田雅人（関根チーム）
- 製作局のCBCも含めた系列局の女性アナウンサーたちが出場した回では、当時TBSのアナウンサーだった渡辺真理も出場していた。

## 放送局
| - 中部日本放送（製作局、現・CBCテレビ） - 北海道放送 - 青森テレビ - 岩手放送（現・IBC岩手放送） - 東北放送 - テレビユー山形 - テレビユー福島 - 東京放送（現・TBSテレビ） - 新潟放送 | - チューリップテレビ - 北陸放送 - 信越放送 - テレビ山梨 - 静岡放送 - 毎日放送 - 山陰放送 - 山陽放送（現・RSK山陽放送） - 中国放送 | - テレビ山口 - テレビ高知 - RKB毎日放送 - 長崎放送 - 熊本放送 - 大分放送 - 宮崎放送 - 南日本放送 - 琉球放送 |

## その他
- 「ヒトシ君が行く!」（『世界・ふしぎ発見!』のヒトシ君人形をマスコット化したもの）のコーナーに登場するヒトシ君の顔の部分は、初回は草野の顔写真を拡大したものだったが、2回目あたりから草野の顔を忠実に模した着ぐるみの顔に変わった。
- 初回では鶴瓶の招き猫のセットを壊すハプニングがあり、翌週にはその招き猫に絆創膏が貼られていた。